# Temporada 2009 del Campeonato Mundial de Rally
La temporada 2009 fue la edición 37.ª del Campeonato Mundial de Rally. Comenzó el 30 de enero con el Rally de Irlanda y finalizó el 25 de octubre en el Rally de Gran Bretaña.

## Calendario
De acuerdo al nuevo sistema de rotación implantado en la temporada anterior, donde se especificaba que cada rally sería alternado cada año, destaca la ausencia del Rally de Montecarlo, el cual tenía presencia constante desde 1996 y era el rally de inicio de temporada. La temporada 2009 tenía sólo 12 eventos, a diferencia de la temporada 2008, para la cual se programaron quince eventos.
| N.º | Fecha                    | Rally                 | Superficie       | Resultados |
| --- | ------------------------ | --------------------- | ---------------- | ---------- |
| 1   | 30 de enero-1 de febrero | Rally de Irlanda      | Asfalto          | Resultados |
| 2   | 12-15 de febrero         | Rally de Noruega      | Nieve y hielo    | Resultados |
| 3   | 13-15 de marzo           | Rally de Chipre       | Asfalto y tierra | Resultados |
| 4   | 2-5 de abril             | Rally de Portugal     | Tierra           | Resultados |
| 5   | 23-26 de abril           | Rally de Argentina    | Tierra           | Resultados |
| 6   | 22-24 de mayo            | Rally de Cerdeña      | Tierra           | Resultados |
| 7   | 12-14 de junio           | Rally Acrópolis       | Tierra           | Resultados |
| 8   | 24-28 de junio           | Rally de Polonia      | Tierra           | Resultados |
| 9   | 30 de julio-2 de agosto  | Rally de Finlandia    | Tierra           | Resultados |
| 10  | 3-6 de septiembre        | Rally de Australia    | Tierra           | Resultados |
| 11  | 2-4 de octubre           | Rally Cataluña        | Asfalto          | Resultados |
| 12  | 23-25 de octubre         | Rally de Gran Bretaña | Tierra           | Resultados |

## Equipos y pilotos
| Equipos oficiales                         | Equipos oficiales | Equipos oficiales  | Equipos oficiales | Equipos oficiales | Equipos oficiales   | Equipos oficiales    | Equipos oficiales |
| Equipo                                    | Constructor       | Coche              | Neumático         | N.º               | Pilotos             | Copilotos            | Rondas            |
| ----------------------------------------- | ----------------- | ------------------ | ----------------- | ----------------- | ------------------- | -------------------- | ----------------- |
| Citroën Total World Rally Team            | Citroën           | Citroën C4 WRC     | P                 | 1                 | Sébastien Loeb      | Daniel Elena         | Todas             |
| Citroën Total World Rally Team            | Citroën           | Citroën C4 WRC     | P                 | 2                 | Dani Sordo          | Marc Marti           | Todas             |
| BP Ford Abu Dhabi World Rally Team        | Ford              | Focus RS WRC 08/09 | P                 | 3                 | Mikko Hirvonen      | Jarmo Lehtinen       | Todas             |
| BP Ford Abu Dhabi World Rally Team        | Ford              | Focus RS WRC 08/09 | P                 | 4                 | Jari-Matti Latvala  | Miikka Anttila       | Todas             |
| BP Ford Abu Dhabi World Rally Team        | Ford              | Focus RS WRC 08/09 | P                 | 15                | Khalid al-Qassimi   | Michael Orr          | 1, 3-4, 6-7, 9-12 |
| Stobart VK M-Sport Ford Rally Team        | Ford              | Focus RS WRC 08    | P                 | 5                 | Urmo Aava           | Kuldar Sikk          | 1-2               |
| Stobart VK M-Sport Ford Rally Team        | Ford              | Focus RS WRC 08    | P                 | 5                 | Matthew Wilson      | Scott Martin         | 3-12              |
| Stobart VK M-Sport Ford Rally Team        | Ford              | Focus RS WRC 08    | P                 | 6                 | Henning Solberg     | Cato Menkerud        | Todas             |
| Stobart VK M-Sport Ford Rally Team        | Ford              | Focus RS WRC 08    | P                 | 15                | Krzysztof Holowczyc | Lukasz Kurzeja       | 8                 |
| Stobart VK M-Sport Ford Rally Team        | Ford              | Focus RS WRC 08    | P                 | 16                | Matthew Wilson      | Scott Martin         | 1-2               |
| Stobart VK M-Sport Ford Rally Team        | Ford              | Focus RS WRC 08    | P                 | 17                | Steve Perez         | Paul Spooner         | 12                |
| Citroën Junior Team                       | Citroën           | Citroën C4 WRC     | P                 | 7                 | Chris Atkinson      | Stephane Prevot      | 1                 |
| Citroën Junior Team                       | Citroën           | Citroën C4 WRC     | P                 | 7                 | Evgeny Novikov      | Dale Moscatt         | 2-4, 6-9          |
| Citroën Junior Team                       | Citroën           | Citroën C4 WRC     | P                 | 7                 | Evgeny Novikov      | Stephane Prevot      | 11                |
| Citroën Junior Team                       | Citroën           | Citroën C4 WRC     | P                 | 8                 | Conrad Rautenbach   | Daniel Barritt       | Todas             |
| Citroën Junior Team                       | Citroën           | Citroën C4 WRC     | P                 | 11                | Petter Solberg      | Phil Mills           | 12                |
| Citroën Junior Team                       | Citroën           | Citroën C4 WRC     | P                 | 12                | Sébastien Ogier     | Julien Ingrassia     | Todas             |
| Citroën Junior Team                       | Citroën           | Citroën C4 WRC     | P                 | 16                | Aaron Burkart       | Michael Kölbach      | 12                |
| Munchi's Ford World Rally Team            | Ford              | Focus RS WRC 08    | P                 | 9                 | Federico Villagra   | Jorge Pérez Companc  | 3, 5-7, 9-11      |
| Munchi's Ford World Rally Team            | Ford              | Focus RS WRC 08    | P                 | 9                 | Federico Villagra   | José Díaz            | 4                 |
| Munchi's Ford World Rally Team            | Ford              | Focus RS WRC 08    | P                 | 10                | Matti Rantanen      | Mikko Lukka          | 9                 |
| Munchi's Ford World Rally Team            | Ford              | Focus RS WRC 08    | P                 | 10                | Paul Bird           | Ian Windress         | 11                |
| Munchi's Ford World Rally Team            | Ford              | Focus RS WRC 08    | P                 | 72                | Mattias Therman     | Janne Perälä         | 9                 |
| Equipos no registrados como constructores |                   |                    |                   |                   |                     |                      |                   |
| Petter Solberg World Rally Team           | Citroën           | Citroën Xsara WRC  | P                 | 11                | Petter Solberg      | Phil Mills           | 2-9               |
| Petter Solberg World Rally Team           | Citroën           | C4 WRC             | P                 | 11                | Petter Solberg      | Phil Mills           | 11                |
| Adapta World Rally Team                   | Subaru            | Impreza WRC 2008   | P                 | 14                | Mads Østberg        | Ole Kristian Unnerud | 2, 4              |
| Adapta World Rally Team                   | Subaru            | Impreza WRC 2008   | P                 | 14                | Mads Østberg        | Veronica Engan       | 6                 |
| Adapta World Rally Team                   | Subaru            | Impreza WRC 2008   | P                 | 14                | Mads Østberg        | Jonas Andersson      | 7-9, 12           |
| Prodrive                                  | Subaru            | Impreza WRC 2008   | P                 | 15                | Marcus Grönholm     | Timo Rautiainen      | 4                 |

## Clasificación

### Campeonato de Pilotos
| Pos. | Piloto                | IRL | NOR | CYP | POR | ARG | ITA | GRC | POL | FIN | AUS | ESP | GBR | Puntos |
| ---- | --------------------- | --- | --- | --- | --- | --- | --- | --- | --- | --- | --- | --- | --- | ------ |
| 1    | Sébastien Loeb        | 1   | 1   | 1   | 1   | 1   | 4   | Ret | 7   | 2   | 2   | 1   | 1   | 93     |
| 2    | Mikko Hirvonen        | 3   | 2   | 2   | 2   | Ret | 2   | 1   | 1   | 1   | 1   | 3   | 2   | 92     |
| 3    | Dani Sordo            | 2   | 5   | 4   | 3   | 2   | 23  | 12  | 2   | 4   | 3   | 2   | 3   | 64     |
| 4    | Jari-Matti Latvala    | 14  | 3   | 12  | Ret | 6   | 1   | 3   | Ret | 3   | 4   | 6   | 7   | 41     |
| 5    | Petter Solberg        |     | 6   | 3   | 4   | Ret | 3   | Ret | 4   | Ret |     | 4   | 4   | 35     |
| 6    | Henning Solberg       | 4   | 4   | 18  | 5   | 3   | 8   | 15  | 3   | 30  | 7   | 9   | 5   | 33     |
| 7    | Matthew Wilson        | 7   | 7   | 5   | Ret | 5   | 6   | 14  | 5   | 8   | 6   | 7   | 6   | 28     |
| 8    | Sébastien Ogier       | 6   | 10  | Ret | 17  | 7   | Ret | 2   | Ret | 6   | 5   | 5   | Ret | 24     |
| 9    | Federico Villagra     |     |     | 7   | 7   | 4   | Ret | 4   |     | 11  | 8   | 8   |     | 16     |
| 10   | Conrad Rautenbach     | 18  | Ret | 6   | Ret | Ret | 9   | 5   | 8   | Ret | Ret | 11  | 8   | 9      |
| 11   | Mads Østberg          |     | 9   |     | 6   |     | 7   | 7   | Ret | Ret |     |     | Ret | 7      |
| 12   | Khalid al-Qassimi     | 8   |     | 8   | 8   |     | 16  | 6   |     | 9   | 19  | 14  | 20  | 6      |
| 13   | Evgeny Novikov        |     | 12  | Ret | Ret |     | 5   | 16  | 9   | Ret |     | Ret |     | 4      |
| 14   | Chris Atkinson        | 5   |     |     |     |     |     |     |     |     |     |     |     | 4      |
| 15   | Matti Rantanen        |     |     |     |     |     |     |     |     | 5   |     |     |     | 4      |
| 16   | Krzysztof Hołowczyc   |     |     |     |     |     |     |     | 6   |     |     |     |     | 3      |
| 17   | Jari Ketomaa          |     |     |     |     |     |     |     |     | 7   |     |     |     | 2      |
| 18   | Nasser Al-Attiyah     |     |     | 11  | 16  | 8   | 10  | 33  |     |     |     |     | Ret | 1      |
| 19   | Urmo Aava             | 10  | 8   |     |     |     |     |     |     | 29  |     |     |     | 1      |
| 20   | Lambros Athanassoulas |     |     |     |     |     |     | 8   |     |     |     | 25  |     | 1      |
| Pos. | Piloto                | IRL | NOR | CYP | POR | ARG | ITA | GRC | POL | FIN | AUS | ESP | GBR | Puntos |

| Color     | Resultado                                              |
| Oro       | Ganador                                                |
| Plata     | 2ª plaza                                               |
| Bronce    | 3ª plaza                                               |
| Verde     | Finalizó (diez primeros)                               |
| Azul      | Finalizó                                               |
| Violeta   | No terminó (Ret)                                       |
| Negro     | Descalificado (DES)                                    |
| Blanco    | No empezó (DNS)                                        |
| Blanco    | Excluido (EX)                                          |
| Blanco    | Lesionado (LES)                                        |
| Sin color | No participó                                           |
| x1        | Puntos extra                                           |
| (x)       | Entre paréntesis, puntos no computables para el total. |

### Campeonato de Constructores
| Pos. | Equipo                          | Rondas | Rondas | Rondas | Rondas | Rondas | Rondas | Rondas | Rondas | Rondas | Rondas | Rondas | Rondas | Puntos |
| Pos. | Equipo                          | IRL    | NOR    | CYP    | POR    | ARG    | ITA    | GRC    | POL    | FIN    | AUS    | ESP    | GBR    | Puntos |
| ---- | ------------------------------- | ------ | ------ | ------ | ------ | ------ | ------ | ------ | ------ | ------ | ------ | ------ | ------ | ------ |
| 1    | Citroën                         | 18     | 14     | 16     | 16     | 18     | 8      | 4      | 12     | 13     | 14     | 18     | 16     | 167    |
| 2    | Ford                            | 8      | 14     | 10     | 8      | 3      | 18     | 18     | 10     | 16     | 15     | 10     | 10     | 140    |
| 3    | Stobart M-Sport Ford Rally Team | 8      | 8      | 6      | 5      | 10     | 7      | 5      | 11     | 4      | 5      | 4      | 7      | 80     |
| 4    | Citroën Junior Team             | 5      | 2      | 4      | 0      | 2      | 5      | 6      | 5      | 4      | 4      | 5      | 5      | 47     |
| 5    | Munchi's Ford World Rally Team  | 0      | 0      | 3      | 4      | 5      | 0      | 6      | 0      | 2      | 1      | 2      | 0      | 23     |

### Campeonato de Producción
| Pos. | Piloto                | NOR | CYP | POR | ARG | ITA | GRC | AUS | GBR | Pts |
| ---- | --------------------- | --- | --- | --- | --- | --- | --- | --- | --- | --- |
| 1    | Armindo Araujo        | 4   | 2   | 1   |     | 3   | 2   | 4   |     | 42  |
| 2    | Martin Prokop         | 3   |     | 2   | DSQ |     | 4   | 1   | 1   | 39  |
| 3    | Nasser Al-Attiyah     |     | 3   | 4   | 1   | 1   | 13  |     | Ret | 31  |
| 4    | Patrik Sandell        | 1   | 1   | Ret |     | 2   | 11  |     | 7   | 30  |
| 5    | Toshihiro Arai        | Ret | 4   |     | 3   |     | 3   | Ret | 2   | 25  |
| 6    | Eyvind Brynildsen     | 2   |     | 3   | 5   | 5   |     | Ret | DSQ | 22  |
| 7    | Patrik Flodin         | 7   |     | Ret |     | 4   | 7   |     | 6   | 12  |
| 8    | Andis Neikšāns        | 5   | 5   | Ret |     | EX  | 6   |     |     | 11  |
| 9    | Lambros Athanassoulas |     |     |     |     |     | 1   |     |     | 10  |
| 10   | Bernardo Sousa        | Ret |     | Ret |     |     | 5   | Ret | 4   | 9   |
| 11   | Mark Tapper           |     |     | 5   |     | Ret | 8   | Ret | 5   | 9   |
| 12   | Marcos Ligato         |     |     |     | 2   |     |     |     |     | 8   |
| 13   | Richard Mason         |     |     |     |     |     |     | 2   |     | 8   |
| 14   | Gianluca Linari       | 11  | 9   | 6   |     | 7   | 10  | 6   |     | 8   |
| 15   | Martin Semerad        | 10  | Ret | 8   |     | Ret | Ret |     | 3   | 7   |
| 16   | Cody Crocker          |     |     |     |     |     |     | 3   |     | 6   |
| 17   | Frederic Sauvan       | 8   | 7   |     | Ret | 6   | 12  |     | 10  | 6   |
| 18   | Spyros Pavlides       |     |     |     | 4   |     | 9   |     |     | 5   |
| 19   | Gabor Mayer           |     | 8   | Ret | 6   | 8   | Ret |     | 9   | 5   |
| 20   | Stewart Taylor        |     |     |     |     |     |     | 5   |     | 4   |
| 21   | Jaromir Tarabus       | 6   |     | Ret |     |     |     |     |     | 3   |
| 22   | Charalambos Timotheu  |     | 6   |     |     |     |     |     |     | 3   |
| 23   | Gaurav Singh Gill     |     | Ret | 7   |     |     |     |     |     | 2   |
| 24   | Hermann Gassner Jr.   |     |     |     |     | Ret |     |     | 8   | 1   |

### Campeonato Junior
| Pos | Piloto             | IRL | CYP | POR | ARG | ITA | POL | FIN | ESP | Pts |
| --- | ------------------ | --- | --- | --- | --- | --- | --- | --- | --- | --- |
| 1   | Martin Prokop      | 2   | 1   |     |     | 1   | 2   | 1   | Ret | 46  |
| 2   | Michał Kościuszko  |     | 2   | 1   | 1   | 2   | Ret | 3   |     | 42  |
| 3   | Aaron Burkart      | 1   | 3   |     | 2   | 3   |     | 4   | 5   | 39  |
| 4   | Kevin Abbring      | 5   |     | 2   |     | Ret | 1   | Ret | 4   | 27  |
| 5   | Hans Weijs Jr.     | Ret |     | 3   |     | 6   | 4   | 7   | 1   | 26  |
| 6   | Simone Bertolotti  | 3   |     | 6   |     | 7   | 5   | 6   | 2   | 26  |
| 7   | Yoann Bonato       | 4   |     | Ret |     | 4   | 3   | Ret |     | 16  |
| 8   | Alessandro Bettega |     |     | 5   | 3   | 5   |     |     |     | 14  |
| 9   | Luca Griotti       | 6   |     | 4   |     | Ret | 7   | Ret |     | 10  |
| 10  | Kalle Pinomaki     |     |     |     |     |     |     | 2   |     | 8   |
| 11  | Jordi Marti        |     |     |     |     |     |     |     | 3   | 6   |
| 12  | Mark Wallenwein    |     |     |     |     |     |     | 5   | Ret | 4   |
| 13  | Radosław Typa      |     |     |     |     |     | 6   |     |     | 3   |